# Pawło Żurawlow
Pawło Mychajłowycz Żurawlow (ukr. Павло Михайлович Журавльов;, ros. Павел Михайлович Журавлёв Pawieł Michajłowicz Żurawliow ur. 29 lipca 1983 w Sakach) – ukraiński kick-boxer oraz bokser. Uczestnik finału K-1 World Grand Prix 2012. Zawodnik m.in. SUPERKOMBAT Fighting Championship oraz GLORY.

## Kariera kick-boxerska
W latach 2006–2009 walczył głównie na Ukrainie i w Rosji, zostając wielokrotnie mistrzem Europy oraz świata WBKF. W tym czasie zwyciężał takich zawodników jak Serhij Łaszczenko, Alaksiej Kudzin czy Konstantīns Gluhovs. W sierpniu 2009 zadebiutował w organizacji K-1, pokonując utytułowanego Turka Gökhana Sakiego na punkty. Jeszcze w tym samym roku, wygrał z Marokańczykiem Mouradem Bouzidim. 
W 2011 związał się z rumuńską organizacją SUPERKOMBAT Fighting Championship, gdzie 1 października 2011 wygrał turniej Grand Prix. W 2012 wystartował w dwóch kolejnych turniejach - listopadowym, w którym odpadł w pierwszej walce z Surinamczykiem Ismaelem Londtem oraz grudniowym, który zwyciężył, pokonując w półfinale Rumuna Benjamina Adegbuyia przez nokaut i w finale w rewanżu Londta na punkty. 
Wcześniej, bo 14 października stoczył walkę na gali K-1 World Grand Prix 2012 in Tokyo Final 16, wygrywając z Brazylijczykiem Saulo Cavalarim jednogłośnie na punkty. 15 marca 2013 wystąpił podczas finałowej gali K-1 WGP w Zagrzebiu, zastępując Japończyka Makoto Ueharę. Żurawlow ostatecznie doszedł do półfinału w którym przegrał z Chorwatem Mirko Filipoviciem na punkty (3-0). 
Po finale w Zagrzebie, K-1 będące w poważnych problemach finansowych, nie wypłaciło większości uczestnikom turnieju wypłat, w tym Żurawlewowi, który postanowił kontynuować karierę w mniejszych organizacjach takich jak Final Fight Championship, King of Kings czy SUPERKOMBAT, wygrywając m.in. z Chorwatem Agronem Pretenim oraz Polakami, Michałem Turyńskim i Kryspinem Kalskim. Zanotował również dotkliwą porażkę przez ciężki nokaut w rewanżowym starciu z Benjaminem Adegbuyiem. 
19 lutego 2016 został mistrzem Final Fight Championship w wadze półciężkiej, wygrywając z Holendrem Brianem Douwesem przez TKO. 22 lipca 2016 nieudanie zadebiutował w GLORY, przegrywając na punkty w półfinale turnieju z Brazylijczykiem Arielem Machado, zaś 5 listopada tego samego roku, odniósł pierwsze zwycięstwo w organizacji, pokonując przed czasem Algierczyka Zinédina Hameur-Laina na gali GLORY 35.
14 lipca 2017 podczas gali GLORY 43 w Nowym Jorku pokonał jednogłośnie na punkty Brazylijczyka Saulo Cavalariego zostając tymczasowym mistrzem GLORY w wadze półciężkiej.

## Kariera bokserska
W 2007 zawodowo zadebiutował w boksie, nokautując Rusłana Iwanienkę. Do tej pory stoczył siedem zwycięskich pojedynków. Poza tym jest również dwukrotnym finalistą bokserskiego turnieju Bigger’S Better z 2010 oraz 2012.

## Osiągnięcia[1][14]
Kickboxing / Boks tajski:
- Amatorskie[15]
  - 2003: Mistrzostwa Świata WAKO w Kickboxingu – 1. miejsce w kat. -86 kg, formuła low kick
  - 2005: Mistrzostwa Świata IAKSA w Kickboxingu – 1. miejsce w kat. +91 kg, formuła low kick[16]
- Zawodowe
  - 2004: zwycięzca Pucharu Króla Tajlandii
  - 2005–2006: mistrz SNG (WBKF) w kat. -93 kg
  - 2006: mistrz Europy WBKF w wadze cruiser (86 kg)
  - 2006: mistrz SNG w wadze ciężkiej (91 kg), formuła muay thai
  - 2007: Gladiators of Ukraine GP - 1. miejsce
  - 2007: mistrz Europy WBKF w wadze ciężkiej (-93 kg)
  - 2008: WBKF World Tournament (Club Arbat) – 1. miejsce w wadze super ciężkiej (+93 kg)
  - 2008: WBKF European Tournament (Club Arbat) – 1. miejsce w wadze super ciężkiej (+93 kg)
  - 2009: WBKF World Tournament (Club Arbat) – 1. miejsce w wadze super ciężkiej (+93 kg)
  - 2009: WBKF European Tournament (Club Arbat) – 1. miejsce w wadze ciężkiej (-93 kg)
  - 2009: W5 Grand Prix – 1. miejsce w turnieju wagi ciężkiej (+96 kg)
  - 2009: mistrz W5 w wadze ciężkiej (+96 kg)
  - 2010: KOK World GP 2010 – 1. miejsce
  - 2011: SUPERKOMBAT World Grand Prix III – 1. miejsce
  - 2012: SUPERKOMBAT World Grand Prix Tournament – 1. miejsce
  - 2013: uczestnik finału K-1 World Grand Prix 2012
  - 2013: Legend Fighting Show – 1. miejsce w turnieju wagi półciężkiej (-93 kg)
  - 2016: mistrz FFC w wadze półciężkiej (-95 kg)
  - 2017: tymczasowy mistrz świata GLORY w wadze półciężkiej

Boks:
- 2010: Bigger’S Better - 2. miejsce
- 2012: Bigger’S Better - 2. miejsce